# Yamaltu/Deba
Yamaltu/Deba è una città della Repubblica Federale della Nigeria appartenente allo Stato di Gombe. È capoluogo dell'omonima area a governo locale (local government area) che si estende su una superficie di 1.981 km² e conta una popolazione di 255.248 abitanti.